# Йоллыг-тегин Ижань-хан
Йоллыг-тегин Ижань-хан (кит. упр. 伊然可汗, пиньинь yirankehan, палл. Ижань кэхань, личное имя (вероятно) кит. упр. 阿史那伊然, пиньинь ashinayiran, палл. Ашина Ижань) — каган Восточно-тюркского каганата с 734 по 739 год, сын Бильге-хан Богю.

## Правление
После отравления Бильге-хана Богю знать возвела на престол его старшего сына Ижаня под именем Йоллыг-тегин. Продолжил политическую линию отца на подавление своеволия удельных ханов и поддержание добрососедских отношений с Тан. Отправил ко двору Сюань-цзуна три посольства для обмена дарами. В 739 скоропостижно скончался. На престол возвели его брата Бильге-Кутлуг-хана.

## Творчество
Йоллыг тегина можно назвать первым тюркским поэтом, писателем и историком. Он был автором ряда памятных надписей в честь тюркского царевича Кюль-тегина и Бильге-кагана, а также Кутлуга, Ильтерис-кагана. Эти надписи отражают культурных уровень алтайских тюрок, их поэзию, прозу, исторические познания и идеологию Восточного Тюркского каганата.
Йоллыг тегин писал о мироздании:

«Когда наверху голубое Тенгри, а внизу бурая Земля возникли, сотворен был меж ними сын человеческий. Предки мои Бумын каган, Истеми каган правили родом человеческим. Они правили народом законами Тюркскими, они продвигали их.»
Свою надпись в честь Кюль-тегина Йоллыг тегин завершает следующими словами:

Тот, кто надписал все надписи — я, (принц) Йоллыг тегин, племянник Культегина. Сев двадцать дней Я, (принц) Йоллугтегин, написал все эти надписи на этом камне. Для сыновей и родственников, чтобы оплакивать. Благословите. Вы скончались (lit.: 'улетели'), пока Тенгри не даст Вам жизнь снова….